# 6 Ore del Fuji
La 6 Ore del Fuji è una corsa automobilistica, dal 2012 è valida per il Campionato del mondo endurance. In precedenza questa gara era conosciuta con il nome di 1000 km del Fuji valida per il Campionato mondiale sportprototipi fino il 1992.

## Albo d'oro

### 1000km di Fuji / 6 ore del Fuji
| 1993-1998 | Non disputata                                 | Non disputata                                    | Non disputata                                 | Non disputata                                 | Non disputata                                 | Non disputata                                 | Non disputata                                 |
| 1999      | 1000 km del Fuji                              | Érik Comas Satoshi Motoyama Masami Kageyama      | Nissan R391                                   | Resoconto                                     |                                               |                                               |                                               |
| 2000-2006 | Non disputata                                 | Non disputata                                    | Non disputata                                 | Non disputata                                 | Non disputata                                 | Non disputata                                 | Non disputata                                 |
| 2007      | 1000 km del Fuji                              | Hideki Noda Shinsuke Yamazaki                    | Zytek 04S                                     | Resoconto                                     |                                               |                                               |                                               |
| 2008-2011 | Non disputata                                 | Non disputata                                    | Non disputata                                 | Non disputata                                 | Non disputata                                 | Non disputata                                 | Non disputata                                 |
| 2012      | 6 Ore del Fuji                                | Alexander Wurz Nicolas Lapierre Kazuki Nakajima  | Toyota TS030 Hybrid                           | Resoconto                                     |                                               |                                               |                                               |
| 2013      | 6 Ore del Fuji                                | Alexander Wurz Nicolas Lapierre Kazuki Nakajima  | Toyota TS030 Hybrid                           | Resoconto                                     |                                               |                                               |                                               |
| 2014      | 6 Ore del Fuji                                | Sébastien Buemi Anthony Davidson                 | Toyota TS040 Hybrid                           | Resoconto                                     |                                               |                                               |                                               |
| 2015      | 6 Ore del Fuji                                | Timo Bernhard Mark Webber Brendon Hartley        | Porsche 919 Hybrid                            | Resoconto                                     |                                               |                                               |                                               |
| 2016      | 6 Ore del Fuji                                | Stéphane Sarrazin Mike Conway Kamui Kobayashi    | Toyota TS050 Hybrid                           | Resoconto                                     |                                               |                                               |                                               |
| 2017      | 6 Ore del Fuji                                | Sébastien Buemi Anthony Davidson Kazuki Nakajima | Toyota TS050 Hybrid                           | Resoconto                                     |                                               |                                               |                                               |
| 2018      | 6 Ore del Fuji                                | José María López Mike Conway Kamui Kobayashi     | Toyota TS050 Hybrid                           | Resoconto                                     |                                               |                                               |                                               |
| 2019      | 6 Ore del Fuji                                | Sébastien Buemi Brendon Hartley Kazuki Nakajima  | Toyota TS050 Hybrid                           | Resoconto                                     |                                               |                                               |                                               |
| 2020      | non tenuta                                    | non tenuta                                       | non tenuta                                    | non tenuta                                    | non tenuta                                    | non tenuta                                    | non tenuta                                    |
| 2021      | Cancellato a causa della Pandemia di COVID-19 | Cancellato a causa della Pandemia di COVID-19    | Cancellato a causa della Pandemia di COVID-19 | Cancellato a causa della Pandemia di COVID-19 | Cancellato a causa della Pandemia di COVID-19 | Cancellato a causa della Pandemia di COVID-19 | Cancellato a causa della Pandemia di COVID-19 |
| 2022      | 6 Ore del Fuji                                | Sébastien Buemi Brendon Hartley Ryō Hirakawa     | Toyota GR010 Hybrid                           | Resoconto                                     |                                               |                                               |                                               |
| 2023      | 6 Ore del Fuji                                | Mike Conway Kamui Kobayashi José María López     | Toyota GR010 Hybrid                           | Resoconto                                     |                                               |                                               |                                               |
| 2024      | 6 Ore del Fuji                                | André Lotterer Kévin Estre Laurens Vanthoor      | Porsche 963                                   | Resoconto                                     |                                               |                                               |                                               |

NOTA: La gara del 2013 non è iniziata; tutti i 17 giri sono stati effettuati sotto la Safety Car. Una successiva modifica delle regole è stata implementata per imporre due giri con bandiera verde prima del conteggio di una gara.

### WEC in Giappone / Interchallenge Fuji
| 1982 | 6 Ore del Fuji           | Jacky Ickx Jochen Mass                           | Porsche 956              | Resoconto                |                          |                          |                          |
| 1983 | 1000 km del Fuji         | Stefan Bellof Derek Bell                         | Porsche 956              | Resoconto                |                          |                          |                          |
| 1984 | 1000 km del Fuji         | Stefan Bellof John Watson                        | Porsche 956              | Resoconto                |                          |                          |                          |
| 1985 | 1000 km del Fuji         | Kazuyoshi Hoshino Akira Hagiwara Keiji Matsumoto | March 85G-Nissan         | Resoconto                |                          |                          |                          |
| 1986 | 1000 km del Fuji         | Paolo Barilla Piercarlo Ghinzani                 | Porsche 956B             | Resoconto                |                          |                          |                          |
| 1987 | 1000 km del Fuji         | Jan Lammers John Watson                          | Jaguar XJR-8             | Resoconto                |                          |                          |                          |
| 1988 | 1000 km del Fuji         | Martin Brundle Eddie Cheever                     | Jaguar XJR-9             | Resoconto                |                          |                          |                          |
| 1989 | 1000 km del Fuji         | Hitoshi Ogawa Paolo Barilla                      | Toyota 89C-V             | Resoconto                |                          |                          |                          |
| 1990 | Annullato causa maltempo | Annullato causa maltempo                         | Annullato causa maltempo | Annullato causa maltempo | Annullato causa maltempo | Annullato causa maltempo | Annullato causa maltempo |
| 1991 | 1000 km del Fuji         | Kazuyoshi Hoshino Toshio Suzuki                  | R91CP                    | Resoconto                |                          |                          |                          |
| 1992 | 1000 km del Fuji         | Geoff Lees Jan Lammers                           | TS010                    | Resoconto                |                          |                          |                          |

NOTA: La gara del 1985 fu interrotta dopo 2 ore a causa di forti piogge. La maggior parte delle iscrizioni internazionali si è ritirata prima della gara o nei primi giri.